# Leander Tomarkin
Leander William Tomarkin (* 3. Dezember 1895 in Zollikon; † 14. März 1967 in Spring Valley, New York) war ein schweizerisch-US-amerikanischer Mediziner, Erfinder und Hochstapler. Er entwickelte ein Medikament, welches Heilung von Typhus, Tuberkulose, Meningitis und Malaria versprach.

## Leben
Leander W. Tomarkin wuchs in Zollikon als Sohn eines jüdisch-russischen Arztes auf. Er begann ein Studium der Chemie, welches er jedoch nicht abschloss. Mit 20 Jahren wurde er Vater eines Sohnes. Er versuchte unter anderem, durch den Verkauf von Schweineborsten und Impfstoffen Geld zu verdienen. Er begann, seine Umwelt u. a. mit einem falschen Doktortitel zu beschwindeln. Er gründete die Gesellschaft L. Tomarkin & Co. in Ascona, um ein wundersames neues Heilmittel zu vertreiben, welches er Antimicrobum tomarkin nannte. Tomarkin reiste nach Rom, um sein vermeintliches Wundermedikament den für die Gesundheit von Papst Benedikt XV. Verantwortlichen anzubieten, der zu dieser Zeit an einer schweren Lungenentzündung erkrankt war. Das misslang, der Papst starb 1922. Jedoch waren Reporter wegen des Hinschieds des Papstes anwesend und an dem Mittel interessiert. Durch Presseberichte wurde er international bekannt. Als Wirkstoff gab er Aminoortobenzoilsulfoisoamiloidrocupronucleinforminsodico an. Als der Cousin Emanuele Filiberto des italienischen Königs Viktor Emanuel III. 1923 erkrankte, wurde Tomarkins Wundermittel verabreicht. Die Genesung beeindruckte die Königsfamilie. Tomarkin wurde der Titel eines königlichen Leibarztes verliehen. Die Rechte an seinem Wundermittel verkaufte er nicht, sondern wollte dafür eine gemeinnützige Stiftung gründen.
Im Mai 1924 zog Tomarkin vorübergehend in die USA um. Drei Jahre später gründete er dort die Tomarkin-Foundation Chemistry Research. Es wurden weitere Medikamente entwickelt, so Catalysan und Disulphamin. Die europäische Niederlassung seiner Stiftung wurde 1930 in Locarno bezogen. Er lud noch im selben Jahr bedeutende Mediziner zu einem Kongress mit Rahmenprogramm in Locarno ein, wo namhafte Fachleute wie der Chirurg Ferdinand Sauerbruch ihre Forschungsresultate vortrugen. Am darauffolgenden zweiten Kongress konnte Tomarkin 1931 verkünden, Albert Einstein habe das Ehrenpräsidium seiner Stiftung übernommen, der sie jedoch wenig später niederlegte, als sich eine frühere Wohnungsvermieterin an ihn wandte, um eine Schuldforderung gegenüber Tomarkin geltend zu machen. Die letzte Grossveranstaltung für Mediziner in Locarno fand 1938 statt.
Aus Furcht vor dem Nationalsozialismus floh Tomarkin 1938 in die USA. Später liess er sich 1956 in New York City einbürgern. Als echte Antibiotika nach 1940 entdeckt wurden, hatte er mit seinen Medikamenten kaum mehr Erfolg. Er versuchte sich nun als Erfinder, u. a. mit synthetisch hergestellten Diamanten, und lebte bis zu seinem Tod weiter an der Grenze zwischen Wahrheit und Lüge als skrupelloser Selbstdarsteller.

## Ehrung
- königlicher Leibarzt der italienischen Königsfamilie